# Луи Уелски
Принц Луи Уелски (на английски: Prince Louis of Wales), пълно име Луи Артър Чарлз (на английски: Louis Arthur Charles), е третото дете и втори син на британския престолонаследник принц Уилям и Катрин, принцеса на Уелс.

## Биография
Роден е на 23 април 2018 г. в болницата „Св. Мери“ в Лондон. Луи е внук на крал Чарлз III и е четвърти в линията за наследяване на британския трон след баща си и по-големите си брат и сестра, принц Джордж Уелски и принцеса Шарлот Уелска. След приемането на Споразумението от Пърт за промяна в условията за наследяване на трона, чрез което се отнема предимството на наследниците от мъжки пол преди тези от женски, той става първият британски принц, изпреварен от своя по-голяма сестра в линията на наследяване.
Кръстен е на 9 юли 2018 г.